# NGC 3002
NGC 3002 — звезда в созвездии Большая Медведица. Открыта Биндоном Стони в 1851 году.
Этот объект входит в число перечисленных в оригинальной редакции «Нового общего каталога». Под номером 3002 в каталог действительно занесена звезда, однако встречается ошибочная идентификация NGC 3002 как пары карликовых галактик MCG +07-20-052, которая взаимодействует с NGC 2998.